# Banque nationale du Danemark
La Banque nationale du Danemark (en danois : Danmarks Nationalbank) est la banque centrale du royaume du Danemark. Il s'agit d'un membre non membre de la zone euro du Système européen de banques centrales (SEBC).

## Histoire
Elle a été créée le 1er août 1818 après une longue crise financière commencée en 1797 qui vit la population ne plus avoir confiance dans les Kurant-Banknoten, billets de banque émis par diverses institutions telles que la Kurantbank, la Dansk-Den Norske Speciesbank, et la Rigsbank. La Banque nationale du Danemark est à l'origine de l'assainissement de la politique financière du royaume à partir des années 1820-1830, puis des diverses réformes de 1854 et 1875, qui mena à la création de la couronne danoise en remplacement du rigsdaler.
Elle fait partie du Système européen de banques centrales. Le bâtiment actuel du siège a été dessiné par Arne Jacobsen au milieu des années 1950.
La Banque nationale a établi un réseau d'agences dans les principales villes du Danemark, mais les a progressivement supprimées dans la seconde moitié du XXe siècle, leur utilité étant devenue obsolète en raison de l'évolution des pratiques et des technologies. Les deux dernières agences, situées à Aarhus et Odense, ont fermé en 1989.
Jusqu'au 20 décembre 2016, les billets danois et féroïens étaient imprimés à l'imprimerie de billets de la Banque nationale du Danemark. L'impression des billets a ensuite été externalisée en raison d'une baisse de la demande de billets de banque et d'une réduction des dépenses de 100 millions de couronnes jusqu'en 2020.

## Conseil des gouverneurs
Le Conseil des gouverneurs est composé de trois membres. Le président du Conseil des gouverneurs est gouverneur par nomination royale. Les deux autres gouverneurs sont nommés par le Conseil d'administration. les membres en 2025 sont:
- Per Callesen (Depuis 2011)
- Signe Krogstrup (Depuis 2020)
- Christian Kettel Thomsen (Depuis 2023)[9]